# Utta Stötzer
Utta Stötzer (* 26. Januar 1940 in Mährisch Schildberg, Landkreis Hohenstadt) ist eine deutsche Politikerin (SPD).

## Werdegang
Utta Stötzer machte 1958 ihr Abitur und wurde Chemielaborantin. Ab 1962 besuchte sie die Ingenieurschule für Textilindustrie. Sie studierte später an der Hochschule für Ökonomie in Ost-Berlin und schloss dort 1975 als Diplom-Wirtschafter ab. Von 1982 bis 1989 arbeitete sie im „Rationalisierungs- und Forschungszentrum Gaststätten“ in Berlin. Anschließend war sie Geschäftsführerin einer Wohnungsbaugenossenschaft.
Im Zuge der Wende in der DDR trat Stötzer 1989 der Sozialdemokratischen Partei (SDP) bei. Bei der ersten freien Ost-Berliner Wahl im Mai 1990 wurde sie in die Berliner Stadtverordnetenversammlung gewählt. Auch bei der nun gemeinsamen Wahl im Dezember 1990 wurde sie in das Abgeordnetenhaus von Berlin gewählt, dem sie bis 1999 angehörte.